# Poiana Mărului, Caraș-Severin
Poiana Mărului este un sat în comuna Zăvoi din județul Caraș-Severin, Banat, România.